# Stephanollona armata
Stephanollona armata är en mossdjursart som först beskrevs av Walter Douglas Hincks 1862.  Stephanollona armata ingår i släktet Stephanollona och familjen Phidoloporidae. Inga underarter finns listade i Catalogue of Life.